# SV Schmöckwitz-Eichwalde
Der SV Schmöckwitz-Eichwalde ist ein deutscher Sportverein aus Berlin-Schmöckwitz. Der 300 Mitglieder starke Verein nutzt den Sportplatz am Hirtenfließ, der 1.000 Zuschauern Platz bietet. Der Club steht in der Tradition des SC Ajax Eichwalde.

## Sektion Fußball

Logo der BSG Pneumant

Logo von Chemie Grünau-Schmöckwitz

Der SV Schmöckwitz-Eichwalde (bis 1945 SC Ajax Eichwalde) wurde 1953 unter der Bezeichnung BSG Chemie Schmöckwitz gegründet und spielte wie fast alle Chemie-Mannschaften im traditionellen Grün-Weiß. Kurz nach der Gründung wurde die Mannschaft der SG Eichwalde integriert. 1955 fusionierte die BSG mit Chemie Grünau zur BSG Chemie Grünau-Schmöckwitz. Noch im Fusionsjahr stieg Grünau-Schmöckwitz in die Bezirksliga Berlin auf, in der auf Anhieb hinter der SG Dynamo-Mitte die Vizemeisterschaft eingefahren wurde.
1957 gewann Chemie Schmöckwitz vor Lichtenberg 47 die Ostberliner Meisterschaft und stieg in die II. DDR-Liga auf. Die damals dritthöchste Spielklasse der DDR hielt die BSG bis 1962, wobei die Berliner fast ausnahmslos im Abstiegskampf standen. Größter Erfolg war das 1957 erreichte Achtelfinale im FDGB-Pokal, in dem Chemie Grünau-Schmöckwitz der BSG Lokomotive Stendal mit 1:2 unterlag. In der Folgezeit wurden wieder Namensänderungen vollzogen. 1961 spaltete sich die BSG wieder in die beiden Vereine aus Grünau und Schmöckwitz auf, mit dem Einsteigen von Pneumant spielten die Berliner ab 1983 als BSG Pneumant Schmöckwitz.
Auf sportlicher Ebene war Schmöckwitz bis 1991 mit kurzzeitigen Unterbrechungen in der Berliner Bezirksliga aktiv. Der SV Schmöckwitz-Eichwalde wurde nach der Wende in die Berliner Landesliga eingruppiert, konnte diese Spielklasse aber nicht halten. Eine Rückkehr in höhere Gefilde gelang Schmöckwitz-Eichwalde nicht mehr.

## Statistik
- Gewinn der Meisterschaft Berlin (Ost): 1957
- Teilnahme II. DDR-Liga: 1958 bis 1961/62
- Teilnahme FDGB-Pokal: 1957, 1959, 1960

## Personen
- Joachim Sigusch
- Leo Oppermann

## Weblink
- Homepage des SV Schmöckwitz-Eichwalde